# کوسا موچی
کوسا موچی (به ژاپنی: 草餅 Kusa mochi) یکی از انواع واگاشی (شیرینی ژاپنی) است.